# 1000-km-Rennen von Spa-Francorchamps 1973

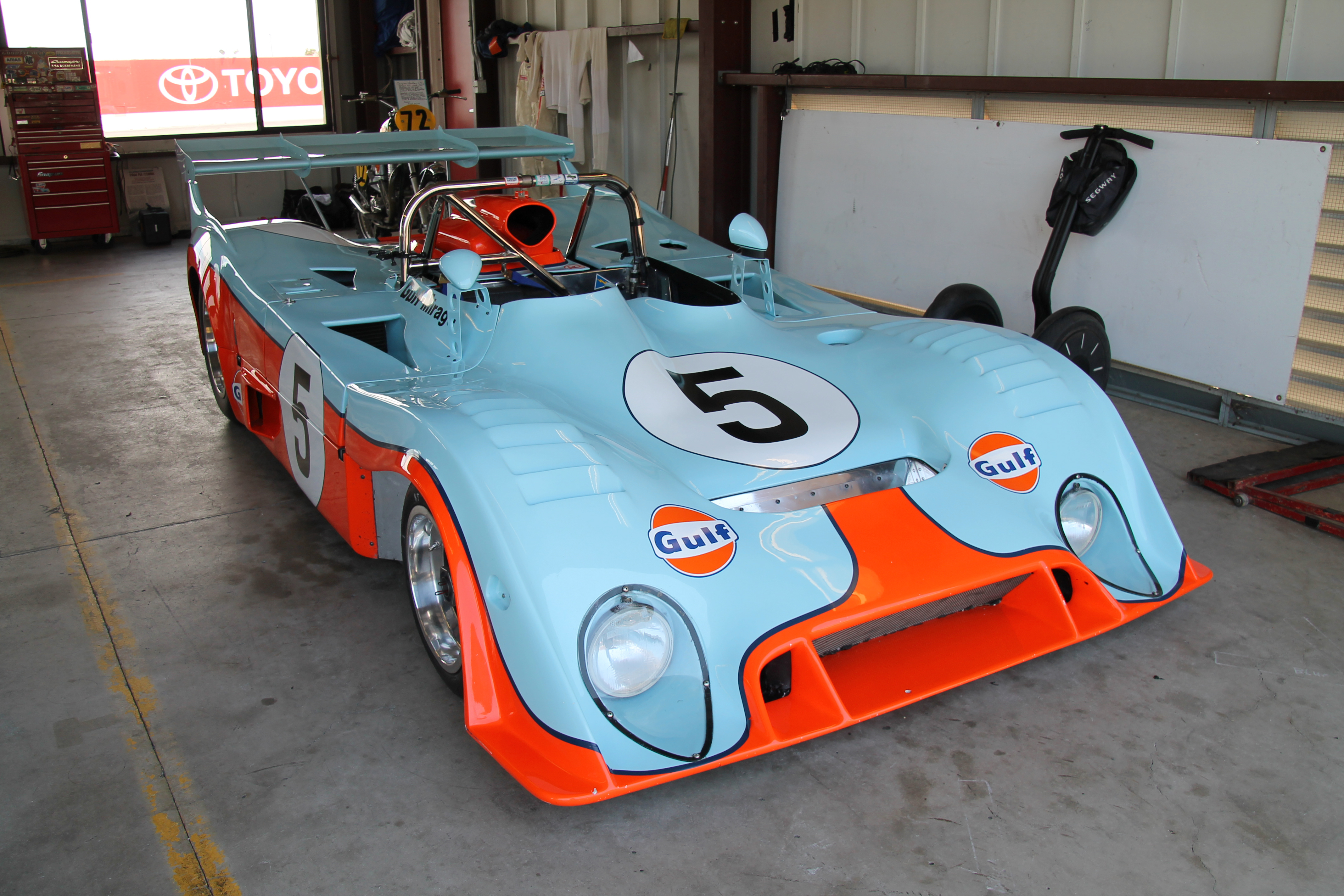
Erster Gesamtsieg für den Mirage M6 in der Sportwagen-Weltmeisterschaft

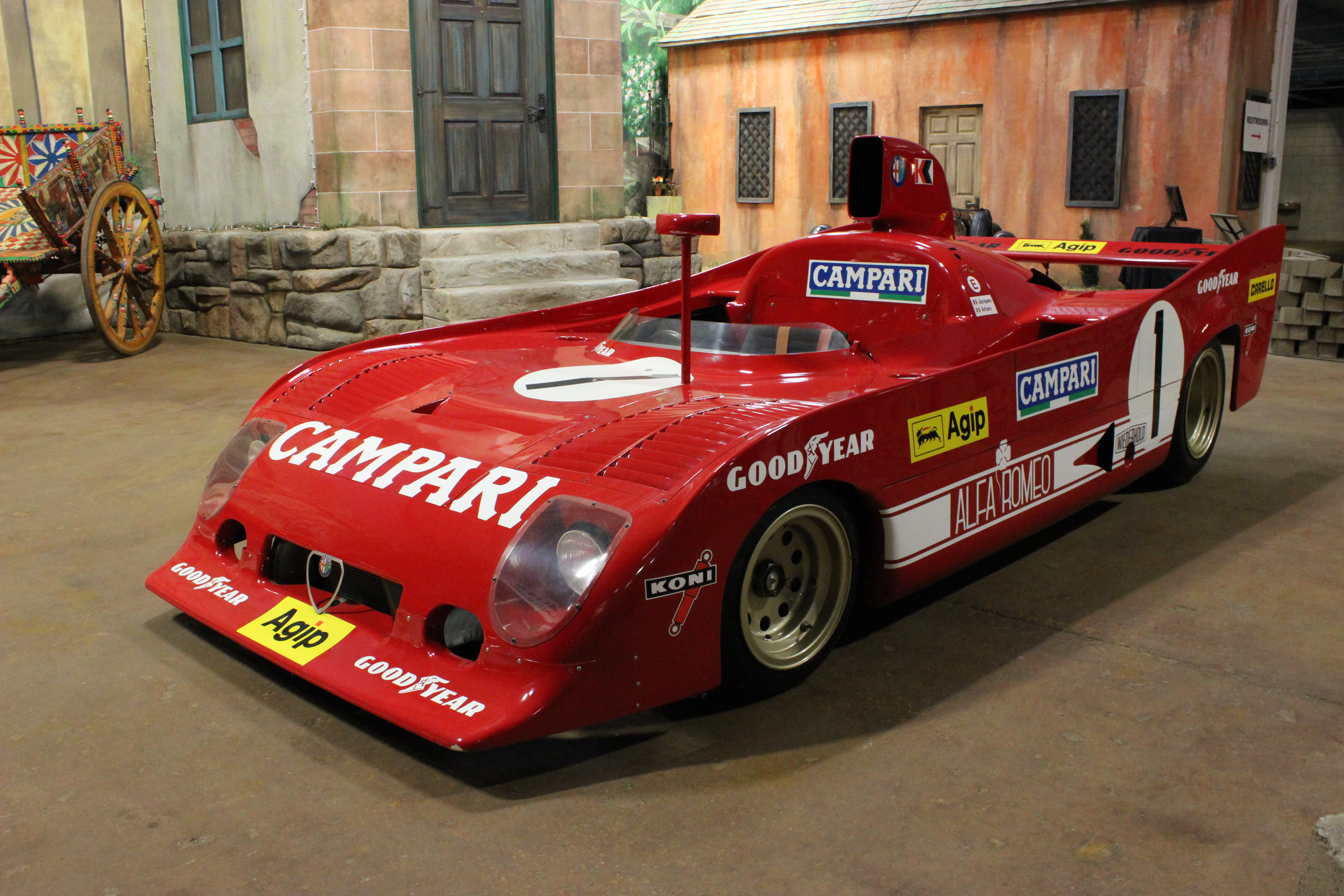
Alfa Romeo 33/TT/12

Das achte 1000-km-Rennen von Spa-Francorchamps, auch Grand Prix de Spa, Circuit National de Francorchamps, fand am 6. Mai 1973 auf dem Circuit de Spa-Francorchamps statt und war der fünfte Wertungslauf der Sportwagen-Weltmeisterschaft dieses Jahres.

## Das Rennen
Trotz der Kritik, die vor allem Rennfahrer wegen Sicherheitsmängeln an dem Hochgeschwindigkeitskurs von Spa vorbrachten, fand auch 1973 ein Langstreckenrennen auf der Rennstrecke statt. In den Werkshallen der Scuderia Ferrari in Maranello wurden zwei Ferrari 312PB für das Rennen vorbereitet. Chassis 0888 und 0896 erhielten einen verlängerten Radstand und eine Langheck-Karossiere. Als Fahrer wurden Jacky Ickx, Brian Redman, Carlos Pace und Arturo Merzario gemeldet. Wie schon beim Rennen in Dijon statteten die Matra-Mechaniker die beiden MS670B mit unterschiedlichen Getrieben aus. Der Wagen mit der Nummer 4 hatte ein ZF-Getriebe, das Fahrzeug mit der Nummer 3 eines von Hewland. Zwei der vier Stammfahrer waren am Rennwochenende verhindert. François Cevert und Jean-Pierre Beltoise gingen beim Grand Prix de Pau, einem Rennen der Formel-2-Europameisterschaft dieses Jahres, an den Start. Cevert gewann das Rennen im Elf F2, Beltoise fuhr die schnellste Runde. Für die beiden Franzosen kamen Chris Amon und Graham Hill ins Team. Amon war in den vergangenen beiden Jahren für Matra sowohl Rennen der Formel 1 als auch Sportwagenrennen gefahren und nahm das Angebot erneut für Matra zu fahren schnell an, da er in der Formel-1-Weltmeisterschaft eine frustrierende Zeit mit dem unterlegenen Tecno PA123B hatte. Graham Hill hatte mit Matra das 24-Stunden-Rennen von Le Mans 1972 gewonnen und mit Embassy Hill 1973 ein eigenes Rennteam aufgebaut. Es war sein erstes Sportwagenrennen seit dem Erfolg in Le Mans im Jahr davor. Amon und Hill fuhren den MS670B mit der Nummer 3. Im Wagen mit der Nummer 4 gingen Henri Pescarolo und Gérard Larrousse ins Rennen.
Zwei Mirage M6 meldete Gulf Research für Derek Bell/Mike Hailwood sowie Howden Ganley/Vern Schuppan. Nach längerer Abwesenheit gab es wieder eine Meldung von Alfa Romeo. Autodelta brachte einen neuen Alfa Romeo T33/TT/12 mit verbesserter Aerodynamik und neuem 3-Liter-V12-Motor an die Strecke. Das Getriebe war nunmehr zwischen Motor und Differenzial eingebaut. Fahrer waren Rolf Stommelen und Andrea de Adamich.
1971 war Jo Siffert im Porsche 917K im Rennen die schnellste Runde in der Zeit von 3:14,600 Minuten gefahren. Das entsprach einem Schnitt von 260,843 km/h. In Fachkreisen galt diese Zeit als bei Sportwagenrennen kaum zu unterbietende Benchmark. Im Training wurden viele Fachleute eines Besseren belehrt. Zwischen den vier Spitzenteams begann eine Zeitenjagd, die mit einer Bestzeit von 3:12,700 Minuten für Jacky Ickx im Ferrari endete – Durchschnittsgeschwindigkeit 263,414 km/h. Henri Pescarolo fuhr im Matra 3:13,800 Minuten und Pace im zweiten Ferrari 3:15,400 Minuten. Die beiden Mirages erreichten Zeiten zwischen 3:16,000 und 3:17,000 Minuten. Diese Fahrweise forderte auch ihre Opfer. Bei Matra und Mirage gab es jeweils einen Motorschaden. Schlimmer traf es Alfa Romeo, als Andrea de Adamich den T33/TT/12 bei einem Unfall so schwer beschädigte, dass er bis zum Rennstart nicht mehr repariert werden konnte.
Im Rennen ging Jacky Ickx im Ferrari von der Pole-Position aus Führung, verlor sie aber noch in der ersten Runde an Henri Pescarolo im Matra. In der vierten Runde hatte der Mirage von Mike Hailwood einen Reifenplatzer bei vollem Tempo. Hailwood konnte einen Unfall verhindern und den Mirage heil an die Boxen bringen. In der elften Runde begannen die Boxenstopps der 3-Liter-Fahrzeuge zum Nachtanken. Als Letzter steuerte Jacky Ickx in der 14. Runde die Boxen an. Nach den Stopps ging der Zweikampf an der Spitze weiter. In der 20. Runde hatte auch der Matra von Pescarolo einen Reifenschaden und zwang den Fahrer, fast eine Runde langsam um den Kurs zu fahren. Dadurch verlor das Team zwei Runden. Der zweite Matra von Amon und Hill konnte das Tempo an der Spitze nicht mitfahren und schied nach 48 Runden mit Motorschaden aus. Beide Ferrari verloren den möglichen Sieg durch defekte Ölkühler. Während sich am Pace/Merzario-Wagen das Leck im Kühler schließen ließ und der Wagen nach der Reparatur weiterfahren konnte, schied der überlegen führende Ickx/Redman-312PB aus, weil das gesamte Öl ausgelaufen war und das Getriebe blockierte.
Derek Bell und Mike Hailwood waren nach dem Reifenplatzer in der vierten Runde in den Mirage mit der Nummer 5 gewechselt und fuhren den ersten Sieg für einen Mirage-Rennwagen seit dem Erfolg von Jacky Ickx und Dick Thompson im Mirage M1 in Spa 1967 heraus.

## Ergebnisse

### Schlussklassement
| 1                  | S 3.0 | 5  | Gulf Research           | Derek Bell Mike Hailwood                       | Mirage M6            | 71 |
| 2                  | S 3.0 | 6  | Gulf Research           | Mike Hailwood Howden Ganley Vern Schuppan      | Mirage M6            | 69 |
| 3                  | S 3.0 | 4  | Matra                   | Henri Pescarolo Gérard Larrousse Chris Amon    | Matra-Simca MS670B   | 68 |
| 4                  | S 3.0 | 2  | S.E.F.A.C.              | Carlos Pace Arturo Merzario                    | Ferrari 312PB        | 67 |
| 5                  | S 3.0 | 41 | Porsche Stuttgart       | Gijs van Lennep Herbert Müller                 | Porsche Carrera RSR  | 63 |
| 6                  | S 2.0 | 66 | Ecurie Bonnier Team BIP | Carlos Santos Carlos Mendoza                   | Lola T292            | 62 |
| 7                  | T     | 60 | B.M.W. Alpina           | Hans-Joachim Stuck Niki Lauda                  | BMW 3.0 CSL          | 62 |
| 8                  | T     | 64 | B.M.W. Alpina           | Brian Muir Hans-Joachim Stuck                  | BMW 3.0 CSL          | 61 |
| 9                  | S 2.0 | 38 | Dinitrol Total          | Christine Beckers Roger Dubos                  | Chevron B21          | 61 |
| 10                 | GT    | 40 | Porsche Stuttgart       | George Follmer Reinhold Joest                  | Porsche Carrera RSR  | 60 |
| 11                 | GT    | 53 | Porsche Club Romand     | Claude Haldi Bernard Chenevière                | Porsche Carrera RSR  | 57 |
| 12                 | GT    | 42 | Ecurie Francorchamps    | Teddy Pilette Richard Bond                     | Ferrari 365 GTB/4    | 57 |
| 13                 | S 2.0 | 21 | Dorset Racing           | Tony Birchenhough Lee Kaye                     | Lola T290            | 56 |
| 14                 | GT    | 46 | Oldenkott Tobacco       | Clemens Schickentanz John Fitzpatrick          | Porsche Carrera RSR  | 55 |
| 15                 | S 2.0 | 23 | Ember Racing            | John Hine Bob Howlings                         | Chevron B23          | 55 |
| 16                 | S 2.0 | 65 | Ecurie Bonnier Team BIP | Carlos Gaspar Jorge Pinhol                     | Lola T292            | 52 |
| Ausgefallen        |       |    |                         |                                                |                      |    |
| 17                 | S 3.0 | 3  | Matra                   | Chris Amon Graham Hill Henri Pescarolo         | Matra-Simca MS670B   | 48 |
| 18                 | S 3.0 | 1  | S.E.F.A.C.              | Jacky Ickx Brian Redman                        | Ferrari 312PB        | 37 |
| 19                 | S 2.0 | 27 | Peter Smith             | Peter Smith David Welpton                      | Chevron B23          | 28 |
| 20                 | GT    | 47 | Auto Kremer             | John Fitzpatrick Paul Keller                   | Porsche Carrera RSR  | 1  |
| 21                 | S 2.0 | 26 | Roger Heavens           | Roger Heavens Hervé LeGuellec                  | Chevron B23          |    |
| 22                 | S 2.0 | 30 | Ian Harrower            | Ian Harrower James Bell                        | Chevron B23          |    |
| 23                 | S 2.0 | 31 | Ember Racing            | Bill de Selincourt John Quick                  | Chevron B21          |    |
| 24                 | S 2.0 | 37 | Tony Goodwin            | Tony Goodwin Ed McDonough                      | Dulon LD10           |    |
| 25                 | GT    | 52 | Rallye Ulm              | Eberhard Sindel Wilhelm Siegle                 | Porsche Carrera RS   |    |
| 26                 | S 2.0 | 62 | Promoto                 | Rafael Barrios José Uriarte                    | Chevron B21/23       |    |
| 27                 | T     | 63 |                         | Hartmut Kautz Werner Christmann Albrecht Krebs | Ford Capri RS        |    |
| Nicht gestartet    |       |    |                         |                                                |                      |    |
| 28                 | S 3.0 | 7  | Auto Delta              | Rolf Stommelen Andrea de Adamich               | Alfa Romeo T33/TT/12 | 1  |
| 29                 | S 3.0 | 8  | Equipe Gitanes          | Jean-Louis Lafosse Hughes de Fierlant          | Lola T282            | 2  |
| 30                 | S 2.0 | 25 | Peter Humble            | Peter Humble Martin Raymond                    | Chevron B23          | 3  |
| 31                 | S 2.0 | 35 | Abarth Osella           | Eusebio Bonjoch Christian Melville             | Abarth-Osella PA1    | 4  |
| Nicht qualifiziert |       |    |                         |                                                |                      |    |
| 32                 | S 3.0 | 9  | Automobiles Ligier      | Guy Ligier                                     | Ligier JS2           | 5  |
| 33                 | S 2.0 | 33 | Robert Grant            | Robert Grant                                   | Datsun 240Z          | 6  |
| 34                 | GT    | 43 | V.D.S.                  | Teddy Pilette Nino Vaccarella                  | De Tomaso Pantera    | 7  |
| 35                 | GT    | 44 | Dino Pizzinato          | Dino Pizzinato Nicolas Koob                    | Alfa Romeo Montreal  | 8  |
| 36                 | GT    | 51 | Mille Miglia            | Maurice Dantinne                               | Alpine A110          | 9  |
| 37                 | T     | 61 | Racing Marabout         | Jean Xhenceval Willy Braillard                 | BMW 3.0 CSL          | 10 |

1 Unfall im Training
2 Unfall im Training
3 defektes Schwungrad in der Einführungsrunde
4 nicht gestartet
5 nicht qualifiziert
6 nicht qualifiziert
7 nicht qualifiziert
8 nicht qualifiziert
9 nicht qualifiziert
10 nicht qualifiziert

### Nur in der Meldeliste
Hier finden sich Teams, Fahrer und Fahrzeuge, die ursprünglich für das Rennen gemeldet waren, aber aus den unterschiedlichsten Gründen daran nicht teilnahmen.
| Pos. | Klasse | Nr. | Team                      | Fahrer                             | Chassis             |
| ---- | ------ | --- | ------------------------- | ---------------------------------- | ------------------- |
| 38   | S 3.0  | 10  | Porsche Club Romand       | Claude Haldi Juan Fernández        | Porsche 908/03      |
| 39   | S 2.0  | 20  | Barclays International    | Guy Edwards Jim Busby              | Lola T292           |
| 40   | S 2.0  | 22  | Hire International Racing | José Juncadella Jorge de Bagration | Chevron B23         |
| 41   | S 2.0  | 24  | Intertech Steering        | Trevor Twaites Brendan McInerney   | Chevron B23         |
| 42   | S 2.0  | 28  | Squadra Tartaruga         | Walter Frey Peter Ettmüller        | Chevron B19/23      |
| 43   | S 2.0  | 29  | Peter Richardson          | Peter Richardson Jeremy Richardson | Chevron B23         |
| 44   | S 2.0  | 32  | K.V.G. Racing             | Bob Wollek Peter Gaydon            | Chevron B21         |
| 45   | S 2.0  | 34  | Hans Baumhardt            | Hans Baumhardt Tom Pryce           | Royale RP17         |
| 46   | S 2.0  | 36  | Ecurie Vic Elford         | Alain Peltier                      | March 73S           |
| 47   | S 2.0  | 39  | M. van Hool               | Fredy Grainal                      | Lola T290           |
| 48   | GT     | 45  | Gelo Racing               | Georg Loos                         | Porsche Carrera RSR |
| 49   | GT     | 48  | Tuerlinx Racing           | Chris Tuerlinx Etienne Stalpaert   | Chevrolet Corvette  |
| 50   | GT     | 49  | Grandet ORECA             | Cyril Grandet                      | Porsche 911         |
| 51   | GT     | 50  | Jean-Louis Haxhe          | Jean-Louis Haxhe                   | De Tomaso Pantera   |

### Klassensieger
| Klasse | Fahrer             | Fahrer         | Fahrzeug            | Platzierung im Gesamtklassement |
| ------ | ------------------ | -------------- | ------------------- | ------------------------------- |
| S 3.0  | Derek Bell         | Mike Hailwood  | Mirage M6           | Gesamtsieg                      |
| S 2.0  | Carlos Santos      | Carlos Mendoza | Lola T292           | Rang 6                          |
| GT     | George Follmer     | Reinhold Joest | Porsche Carrera RSR | Rang 19                         |
| T      | Hans-Joachim Stuck | Niki Lauda     | BMW 3.0 CSL         | Rang 7                          |

### Renndaten
- Gemeldet: 50
- Gestartet: 27
- Gewertet: 16
- Rennklassen: 4
- Zuschauer: 60000
- Wetter am Renntag: warm und trocken
- Streckenlänge: 14,100 km
- Fahrzeit des Siegerteams: 4:05:43,500 Stunden
- Gesamtrunden des Siegerteams: 71
- Gesamtdistanz des Siegerteams: 1001,100 km
- Siegerschnitt: 244,444 km/h
- Pole Position: Jacky Ickx – Ferrari 312PB (#1) – 3:12,700 = 263,415 km/h
- Schnellste Rennrunde: Henri Pescarolo – Matra-Simca MS670B (#3) und (#4) – 3:13,400 = 262,461 km/h
- Rennserie: 5. Lauf zur Sportwagen-Weltmeisterschaft 1973